# La orden de Cluny en España
La orden de Cluny tuvo presencia en España durante varios siglos, a partir de 1073, cuando Alfonso VI, a la sazón rey de León, Castilla y Galicia, donó a la abadía de Cluny el monasterio de San Isidro de Dueñas, en Palencia.  La orden de Cluny ha sido durante siglos el segundo mayor centro de poder transnacional en Europa, inferior solamente al papado.
La orden de Cluny desapareció de España en el siglo XV.

## Antecedentes
Tradicionalmente la Regla de san Benito establecía que cada monasterio tendría que ser independiente del resto; esto hace problemática la reforma si la disciplina decae y además dificulta el empeño monástico de mantenerse independiente de los señores feudales de su entorno, que frecuentemente resultaba en la posición del abate volviéndose sinecura de los nobles. La reforma cluníaca, una rama de la orden de San Benito, el primer intento importante para ofrecer una respuesta institucional a estos asuntos, buscó resolverlos haciendo que todos sus monasterios fuesen filiales de la abadía de Cluny misma, tornándose los monasterios en prioratos de Cluny.
El contacto entre España y Cluny comienza con Sancho Garcés III de Pamplona, abuelo de Alfonso VI, quien ya envió substanciales dineros y monjes que fueron a instruirse a Cluny.

## Historia
La Corona de Aragón había aceptado el vasallaje al Papa durante la visita de Sancho Ramírez a Roma en 1068, lo que motivó a León a buscar fortalecer su contrapeso político en la Iglesia mediante alianzas con Cluny y su esfera.  Un primer paso habría sido el matrimonio de Alfonso VI en 1069 con Inés de Aquitania; Aquitania era sólida aliada de Cluny y enemiga de Béarn y Armagnac, y aliadas estas últimas de Aragón.  Continuó la alianza cuando, cuatro años más tarde, inició Alfonso una serie de donaciones inmobiliarias a Cluny que continuaron hasta 1081.  Fallecida Inés, la relación con Cluny se reforzó con las bodas de Alfonso VI, a fines de 1079,  con Constanza de Borgoña, sobrina del mismísimo abad de Cluny, el poderoso Hugo de Cluny, posteriormente canonizado por el papa Calixto II en 1121 como San Hugo el Grande.

## Casas
- Monasterio de San Isidro de Dueñas, en Palencia, donado por Alfonso VI el 29 de diciembre de 1073.
- Monasterio de San Salvador del Palaz del Rey, en León, por Alfonso VI y Urraca de Zamora el 27 de agosto de 1076.
- Monasterio De Santiago del Val, cerca de Astudillo, en Palencia, por Alfonso VI el 30 de enero de 1077.
- Monasterio de San Juan de Hérmedes de Cerrato, en Palencia, por Alfonso VI el 22 de mayo de 1077.
- Monasterio de Santa María la Real de Nájera, en La Rioja, por Alfonso VI el 3 de septiembre de 1079.
- Monasterio de Santa Colomba de Burgos, por Alfonso VI el 14 de mayo de 1081.
- Monasterio de San Zoilo, en Palencia. En el siglo XII, sede del Provincial cluniacense para España.
- Monasterio de San Martiño do Couto en Galicia en el siglo XII como priorato. Bajo el poder cluniacense vivió su momento de mayor esplendor.